# منطقه رباط–سلا–قنیطره
رباط سلا قنیطره (به فرانسوی: Rabat-Salé-Kénitra) یک منطقه در مراکش است. رباط سلا قنیطره ۴٬۵۸۰٬۸۶۶ نفر جمعیت دارد.